# HMS Warwick (D25)
«Ворик» (англ. HMS Warwick (D25) — військовий корабель, ескадрений міноносець «Адміралті» типу «W» Королівського військово-морського флоту Великої Британії за часів Першої та Другої світових війн.
«Ворик» був закладений 10 березня 1917 року на верфі компанії Hawthorn Leslie and Company у Геббурні. 28 грудня 1917 року він був спущений на воду, а 18 березня 1918 року увійшов до складу Королівських ВМС Великої Британії.
Корабель брав участь у бойових діях на морі в Першій та Другій світових війнах. У роки Другої світової переважно бився в Атлантиці, біля берегів Франції та Англії. За проявлену мужність та стійкість у боях двох війн есмінець удостоєний чотирьох бойових відзнак.

## Історія служби
Після введення до строю «Ворик» і встигнув взяти участь у бойових діях в останні місяці Першої світової війни. У квітні 1918 року есмінець залучався до рейду на Зебрюгге, у травні — в другому рейді на Остенде, під час проведення якого сильно постраждав унаслідок підриву на німецькій міні, і його довелося буксирувати назад у Дувр «Велоксом».
У листопаді 1918 року «Ворик» був присутній у Скапа-Флоу, коли Великий Флот отримав капітуляцію німецького Флоту відкритого моря по завершенню війни.
Після закінчення Першої світової війни «Ворик» проходив службу у Середземноморському флоті Великої Британії. У 1930-ти роки переведений до резерву Королівського флоту, з початком війни в 1939 році «Ворик» був повернутий до строю, в серпні уведений в експлуатацію і у вересні приєднався до 11-ї флотилії британського флоту в Плімуті.
Під час Другої світової війни есмінець виконував завдання щодо ескорту конвоїв. У лютому 1940 року він увійшов до складу сил ескорту Західних підходів для оборони атлантичних конвоїв. На початку червня 1940 «Ворик» забезпечував прикриття при перевезенні трансатлантичними лайнерами «Анди», «Імператриця Британії», «Аквітанія», «Мавританія», «Імператриця Канади» та «Квін Мері» австралійських військ до Британських островів від Гібралтару до пунктів призначення.
У червні 1942 року корабель перевели до Вест-Індії, де разом з кораблями ВМС США та Королівських військово-морських сил Канади служив у Карибських силах ескорту, здійснюючи патрулювання проти підводних човнів та охороняючи конвої.
20 лютого 1944 року, під час патрулювання у Південно-західних підходах, «Ворик» був торпедований німецьким підводним човном U-413 та затонув поблизу мису Тревос-Хед (Корнуолл).